# Гончаренко, Олег Николаевич
Олег Николаевич Гончаренко (укр. Олег Миколайович Гончаренко; 5 августа 1959, Темиртау, Карагандинская область — 20 июня 2024, Тарту) — украинский поэт, прозаик, публицист, переводчик, общественный деятель. Почётный гражданин Мелитополя (2019).

## Биография
Олег Николаевич Гончаренко — Член Национального союза писателей Украины (1993). Член Национального союза журналистов Украины (2014). Член Международной румынской академии межкультурных взаимосвязей Пауля Полидора (2016). Член Ассоциации украинских писателей (2017).
Проживал в Мелитополе.
Награждён медалью Мелитопольского городского совета «За вклад в развитие города Мелитополя»
Награждён медалью мелитопольского городского Совета «Волонтер Украины. По зову души» (2017).
Умер 20 июня 2024 года после тяжёлой продолжительной болезни в возрасте 64 лет.

## Образование
Учился в Мелитопольском автомоторном техникуме.

## Отличия
- Лауреат премии имени Михаила Андросова (1989).
- Лауреат поощрительной премии Союза писателей Украины и фонда «Литературная казна» (1992).
- Лауреат Международной премии имени Богдана Нестора Лепкого (2006).
- Лауреат премии фонда украинистики им. Воляник-Швабинский Украинского свободного университета в Нью-Йорке (2007).
- Лауреат Полтавской епархиальной премии имени преподобного Паисия Величковского УПЦ КП (2012).
- Лауреат Всеукраинской премии имени братьев Богдана и Льва Лепких (2013)[4].
- Лауреат литературно-художественной премии имени Василия Юхимовича (2014).
- Лауреат литературно-художественной премии имени Михаила Коцюбинского (Чернигов) (2015).
- Лауреат премии фонда украинистики им. Воляник-Швабинский Украинского свободного университета в Нью-Йорке (2017).
- Лауреат Ивано-Франковской городской премии имени Евгения Дорошенко (2017).
- Лауреат премии имени Богдана Хмельницкого (2017).

## Ссылка
- http://nspu.org.ua/dovidnyk/Г
- https://www.facebook.com/sametoia/posts/1872412589741737?pnref=story
- https://www.facebook.com/photo.php?fbid=1872947496354913&set=a.1482842805365386.1073741828.100009190439557&type=3&theater
- http://www.novasich.org.ua/index.php?go=News&file=print&i
- До 105-річчя від дня народження Павла Ловецького